# Takehisa Matsubara
Takehisa Matsubara (jap. 松原 武久, Matsubara Takehisa; * 26. Januar 1937 in Owariasahi, Präfektur Aichi) war von 1997 bis 2009 Bürgermeister der Stadt Nagoya.
Matsubara studierte an der Aichi-Gakugei-Universität (heute Pädagogische Hochschule Aichi). Später war er als Lehrer und im Bildungswesen tätig.
Im April 1997 wurde Matsubara erstmals zum Bürgermeister von Nagoya gewählt. 2001 und 2005 wurde er im Amt bestätigt. Im Dezember 2003 wurde er zum Vorsitzenden der Mayors Association of Designated Cities gewählt, im April 2006 erfolgte seine Wiederwahl. 2008 kündigte Matsubara seinen Rückzug aus dem Amt nach der laufenden Amtszeit an, am 26. April 2009 gewann Takashi Kawamura die Wahl um seine Nachfolge.